# وشچووا
وُشچووا (لهستانی: Włoszczowa؛ ‏[vwɔʂˈt͡ʂɔva] ()) یک شهر و گمینا در لهستان است که در شهرستان وشچووا واقع شده‌است. وشچووا ۳۰٫۱۷ کیلومتر مربع مساحت و ۱۰٬۶۵۷ نفر جمعیت دارد و ۲۴۰ متر بالاتر از سطح دریا واقع شده‌است.

## خواهرخوانده
شهر پاساژ، لو-ا-گرون خواهرخواندهٔ وشچووا هست.